# Tradescantia pallida
Espèce
Classification APG III (2009)

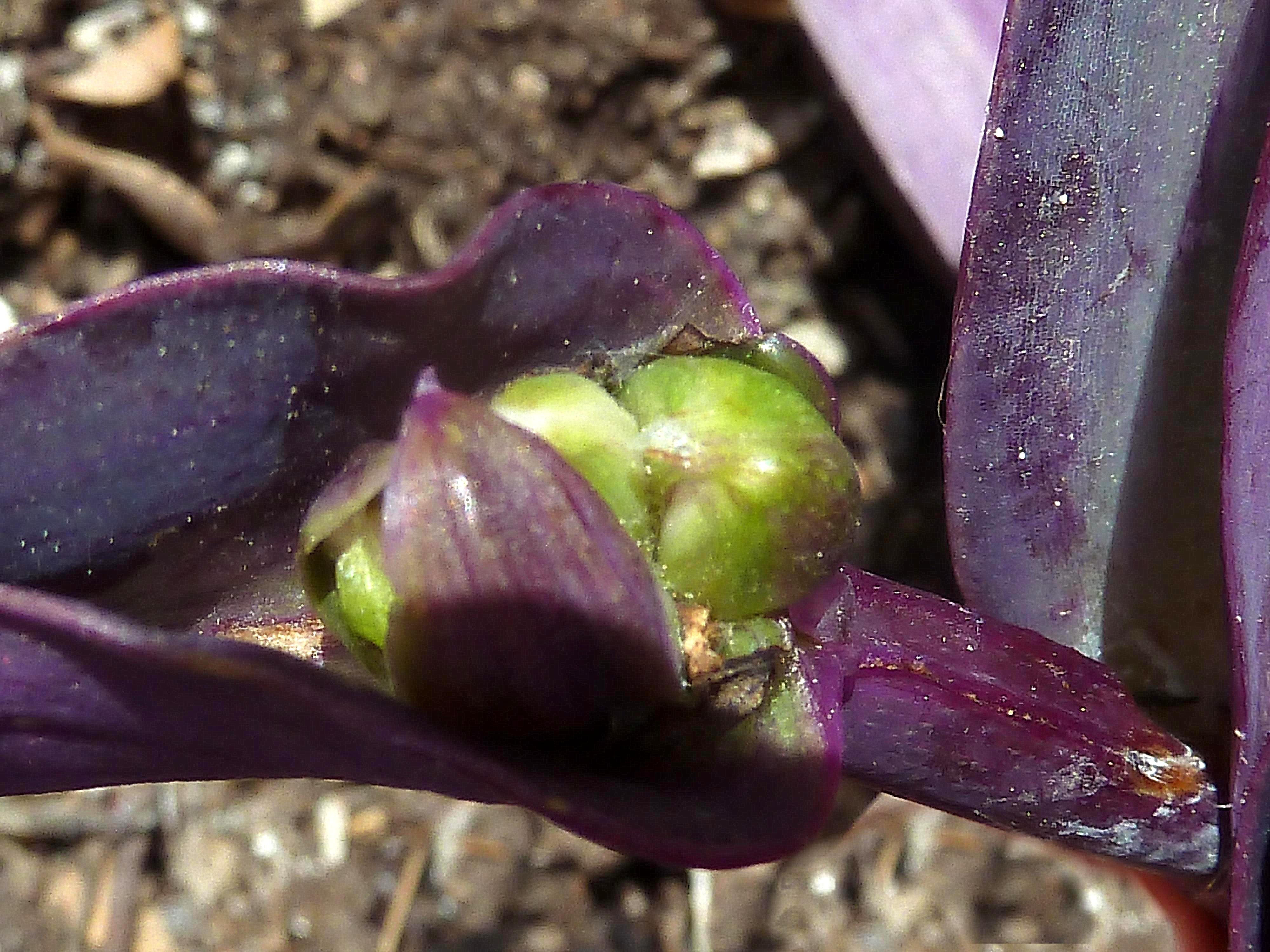
Capsule immature in situ

Tradescantia pallida est une plante du Mexique au feuillage persistant. Souvent appelée misère pourpre, elle peut atteindre 1 à 1,5 mètre si les conditions sont favorables.
Elle supporte très bien la chaleur et les expositions au soleil et a été introduite dans de nombreuses régions du monde.
Elle est assez proche de Tradescantia fluminensis et de T. zebrina.

## Description
Plante endémique du Yucatan et de l'Amérique centrale et du Sud, la misère pourpre s'adapte particulièrement bien à la plupart des climats (chaud et tempéré) et des sols (léger et frais). Elle apprécie des températures entre 20 et 24 degrés Celsius idéalement.
Elle ne supporte pas le gel. Ce n'est pas une plante rustique, même si certains cultivars se maintiennent jusqu'à -5 degrés Celsius.
Ses racines stockent l'eau, facilitant sa conservation en période de sécheresse. De ce fait, la plante n'apprécie pas, quand elle est cultivée en pot, de baigner dans l'eau. Il est important de veiller à laisser la terre sécher entre deux arrosages.
C'est une plante facile à bouturer, que ce soit dans l'eau ou dans une terre riche.
De la famille des misères (genre Tradescantia), elle produit des fleurs éphémères : qui ne durent que 24 heures.

## Caractéristique

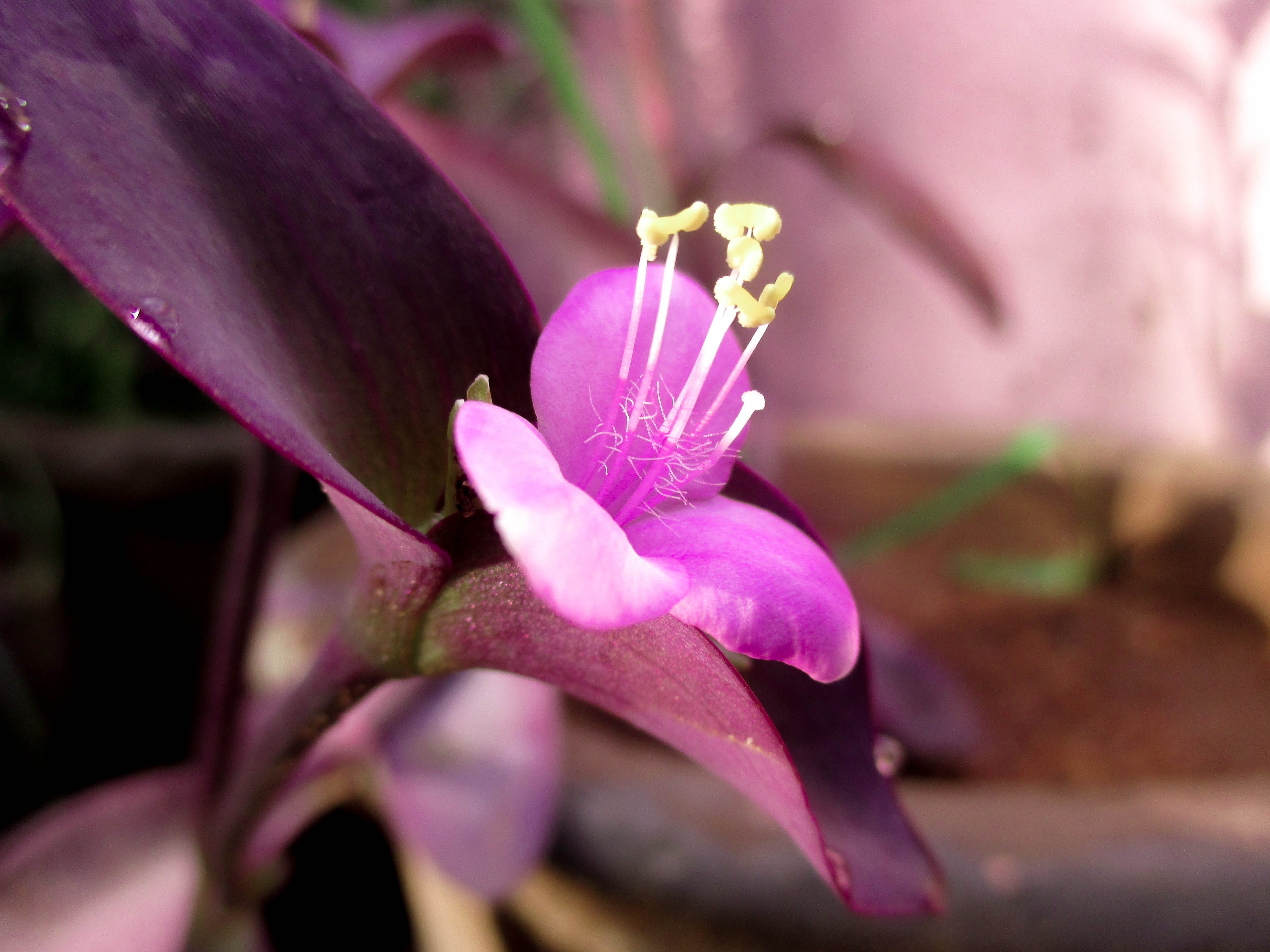
Tradescantia pallida

Le caractère pourpre de ses feuilles s'acquiert quand elle est exposée à la lumière du soleil. En milieu ombragé, qu'elle supporte aussi, ses feuilles restent vertes.
Sa capacité à supporter beaucoup de contraintes (on peut oublier de l'arroser, elle supporte des sols divers et des expositions différentes) en font une plante d'intérieur très appréciée, car réputée "increvable" (au sens où elle supportera plus d'erreurs de jardinage que la plupart des autres plantes).
De nombreux cultivars de Tradescantia pallida sont disponibles.

## Synonymes

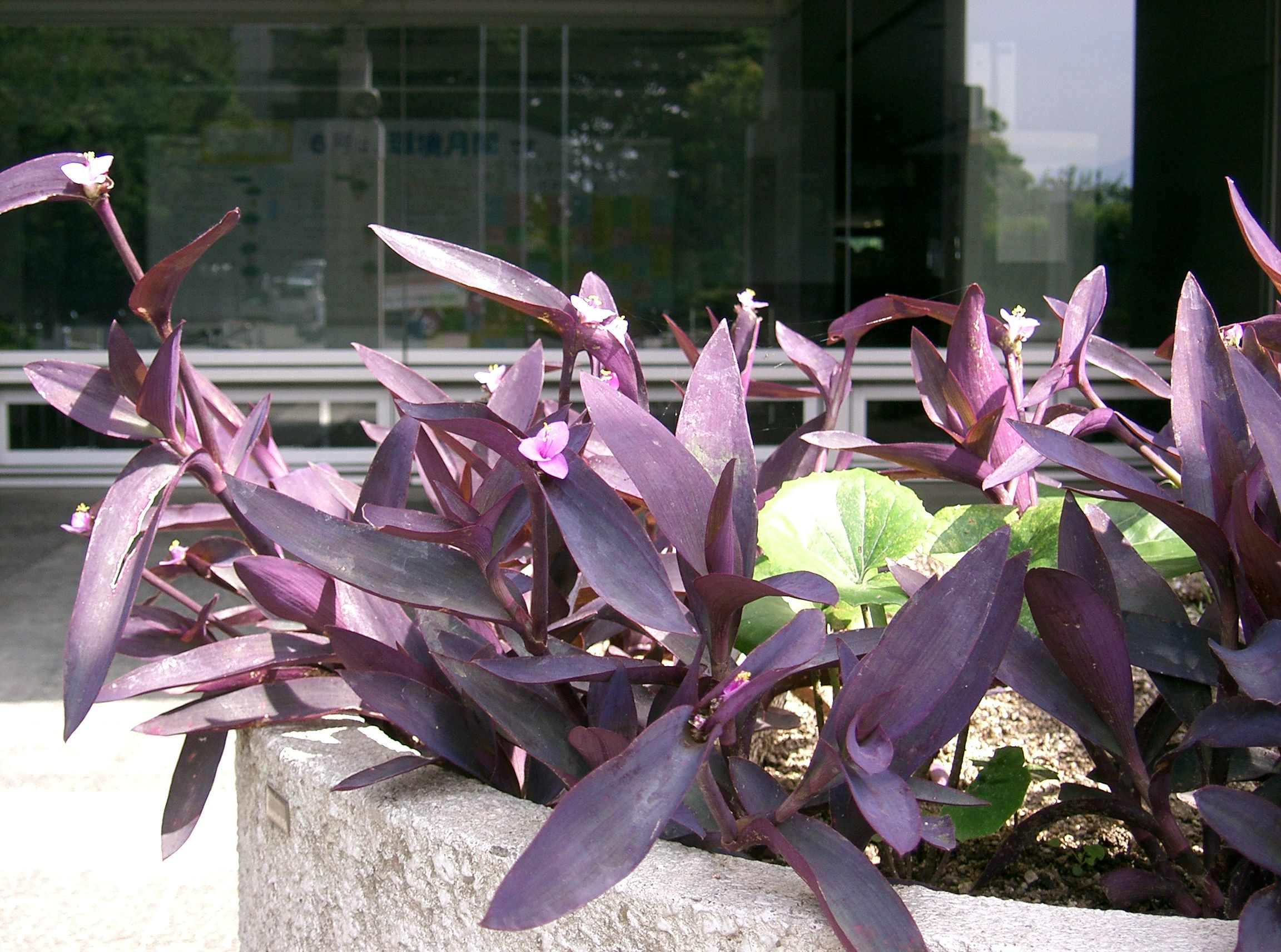
Allure typique.

- Setcreasea pallida Rose
- Setcreasea purpurea B.M. Boom
- Tradescantia purpurea hort.